# 碳酸氢钾
碳酸氢钾（化学式：KHCO3）是钾生成的碳酸氢盐，属酸式盐。

## 性质
无色无臭透明单斜晶系结晶或白色结晶粉末。在空气中稳定。可溶于水，水溶液因水解而呈弱碱性，与镁盐溶液不沉淀出碱式盐。难溶于乙醇。100°C 开始分解，200°C 完全分解，生成碳酸钾、水和二氧化碳。

## 制取
1、由除去杂质的碳酸钾溶液在碳化塔中，在反应温度50°C以上、压力0.4MPa下，与通入的二氧化碳进行反应5～6小时，生成的碳酸氢钾随浓度升高而不断析出，然后母液经结晶分离、洗涤、离心分离、80°C 下干燥，得到碳酸氢钾成品。
{\displaystyle {\rm {\ K_{2}CO_{3}+H_{2}O+CO_{2}\rightarrow 2KHCO_{3}}}}
2、离子交换法：氯化钾溶液使钠型树脂变为钾型（R-K），用软水洗去氯离子，然后将碳酸氢铵溶液通过树脂交换柱，得到碳酸氢铵和碳酸氢钾的混合稀溶液，经蒸发分解使大部分分解为碳酸钾，再送至碳化塔发生碳化生成碳酸氢钾。
{\displaystyle {\rm {\ R\!-\!Na+KCl\rightarrow R\!-\!K+NaCl}}}
{\displaystyle {\rm {\ R\!-\!K+NH_{4}HCO_{3}\rightarrow R\!-\!NH_{4}+KHCO_{3}}}}
{\displaystyle {\rm {\ 2KHCO_{3}\rightarrow K_{2}CO_{3}+H_{2}O+CO_{2}\uparrow }}}
{\displaystyle {\rm {\ K_{2}CO_{3}+CO_{2}+H_{2}O\rightarrow 2KHCO_{3}}}}

## 用途
用作分析试剂、焙粉、发泡盐、医药品、石油和化学品的灭火剂，也用于生产其他钾盐，如碳酸钾、乙酸钾、亚砷酸钾等。

### 飲食
碳酸氫鉀在烘焙中可以作為碳酸氫鈉的替代物，充當膨鬆劑，產生二氧化碳，進而減少食品的鈉含量。在低鈉飲食中，碳酸氫鈉是泡打粉的配料之一。
作為一種價格低廉，無毒的鹽基，碳酸氫鉀可用於酸度調節，在製藥業、釀酒業有廣泛運用。此外，將碳酸氫鉀可以改善瓶裝水口感，其亦被用於碳酸飲料、維生素C泡騰片的生產中。

### 內文引用
1. ↑  . encyclopedia.com. Cengage.   [May 29, 2020]. （原始内容存档于2023-06-20）.
2. ↑  . harvard.edu. Harvard University. March 2020  [May 29, 2020]. （原始内容存档于2024-07-22）.
3. ↑  Wilkens, Katy G. . agingkingcounty.org. Aging & Disability Services for Seattle & King County. 15 December 2018  [May 29, 2020]. （原始内容存档于2024-05-22）.
4. ↑  . Time Magazine. July 24, 2014  [2024-08-23]. （原始内容存档于2019-02-08）.

### 參閱
1. 化学工业出版社组织编写. . 北京: 化学工业出版社. 1994年7月: 91. ISBN 7-5025-1268-3.
2. 申泮文，王积涛主编. . 上海: 上海辞书出版社. 2002年6月: 214. ISBN 7-5326-0415-2.
3. . 化工引擎.   [2009-09-19]. （原始内容存档于2011-10-01）.
4. .   [2012-01-06]. （原始内容存档于2011-05-14）.